# NCIS: Origins
NCIS: Origins è una serie televisiva statunitense, la sesta del franchise di NCIS. 
È un prequel della serie originale, incentrato sugli inizi della carriera investigativa del protagonista originale dello show, Leroy Jethro Gibbs, e sui suoi anni come agente in prova dell'NCIS, mentre stava ancora elaborando il trauma degli omicidi di sua moglie e sua figlia. Il 20 febbraio 2025, la serie è stata rinnovata per una seconda stagione.

## Trama
NCIS: Origins segue le vicende del giovane Leroy Jethro Gibbs nel 1991, 12 anni prima degli eventi di NCIS - Unità anticrimine, ed è narrato da Mark Harmon. Nella serie, Gibbs inizia la sua carriera come agente speciale novizio nel nascente ufficio NIS di Camp Pendleton, dove trova il suo posto in una squadra grintosa e disordinata guidata dalla leggenda dell'NCIS Mike Franks.

## Episodi
| Stagione       | Episodi | Prima TV USA | Prima TV Italia |
| -------------- | ------- | ------------ | --------------- |
| Prima stagione | 18      | 2024-2025    | 2025            |

## Personaggi e interpreti[6]

### Principali
- Austin Stowell nei panni dell'agente speciale Leroy Jethro Gibbs, un nuovo arrivato nella sede di Pendleton del Naval Investigative Service, il precursore dell'NCIS.
  - Mark Harmon riprende il ruolo del vecchio Leroy Jethro Gibbs, un agente veterano dell'NCIS ormai in pensione, che narra la serie.
- Kyle Schmid nei panni dell'agente speciale Michael “Mike” Franks, un agente esperto e leader della squadra. Franks è stato interpretato da Muse Watson nella serie originale.
- Mariel Molino nei panni dell'agente speciale Cecilia "Lala" Dominguez, una ex marine determinata a distinguersi in un ambiente di lavoro dominato dagli uomini.
- Caleb Foote nel ruolo dell'agente speciale Bernard "Randy" Randolf, il golden boy della squadra.[7]
- Tyla Abercrumbie nel ruolo dell'ufficiale di supporto alle operazioni sul campo Mary Jo Hayes, l'autodefinita "segretaria capo responsabile".
- Diany Rodriguez nel ruolo dell'agente speciale Vera Strickland, un agente dura e concreta. Roma Maffia ha interpretato il personaggio nella serie originale.

### Ricorrenti
- Robert Taylor nel ruolo di Jackson Gibbs, il padre di Jethro. Il personaggio è stato interpretato da Ralph Waite nella serie originale.
- Patrick Fischler nel ruolo dell'agente speciale incaricato Cliff Wheeler, capo dell'ufficio di Pendleton dell'NIS.[8]
- Daniel Bellomy nei panni dell'agente speciale Granville "Granny" Dawson, un agente in prova che funge da assistente del custode delle prove.
- Julian Black Antelope nel ruolo del medico legale capo Témet Téngalkat, un medico legale impassibile ed esperto, con legami con l'NIS.
- Tonantzin Carmelo nel ruolo di Tish Kwa'la, l'amore della vita di Mike Franks.[9]
- Lori Petty nel ruolo della dottoressa Lenora Friedman, un'assistente medico legale.
- Bobby Moynihan nel ruolo di Woodrow "Woody" Browne, un analista forense.
- Matthew Henerson nel ruolo di Carl Loughlin, un agente dell'NIS
- Lucas Dixon nel ruolo dell'agente speciale dell'FBI Tobias C. Fornell. Joe Spano ha interpretato il personaggio nella serie originale.

## Produzione
NCIS: Origins è stato annunciato nel gennaio 2024, con Gina Lucita Monreal e David J. North in qualità di showrunner. La serie è prodotta da Mark Harmon e da suo figlio Sean Harmon, che aveva interpretato un Gibbs più giovane nelle sequenze flashback dello show originale.
Austin Stowell è stato scelto per il ruolo di Gibbs a marzo. Mariel Molino, Kyle Schmid, Tyla Abercrombie e Diany Rodriguez hanno completato il cast principale a marzo.
Lori Petty e Bobby Moynihan si sono uniti al cast a luglio.
Lo spettacolo è girato su un set ambientato negli anni '90 di Camp Pendleton, costruito a Fort MacArthur, un'ex installazione dell'esercito a San Pedro.

## Distribuzione
La serie è stata presentata in anteprima il 14 ottobre 2024 su CBS.

## Accoglienza

### Pubblico
L'annuncio di NCIS: Origins ha portato alla cancellazione di NCIS: Hawai'i, portando diversi fan arrabbiati a boicottare la serie.

### Critica
Il sito web aggregatore di recensioni Rotten Tomatoes ha riportato un indice di approvazione dell'88% basato su 5 recensioni, con una valutazione media di 5,60/10.